# Рудавка (Августівський повіт)
Рудавка (пол. Rudawka) — село в Польщі, у гміні Пласька Августівського повіту Підляського воєводства.
Населення — 162 особи (2011).
У 1975-1998 роках село належало до Сувальського воєводства.

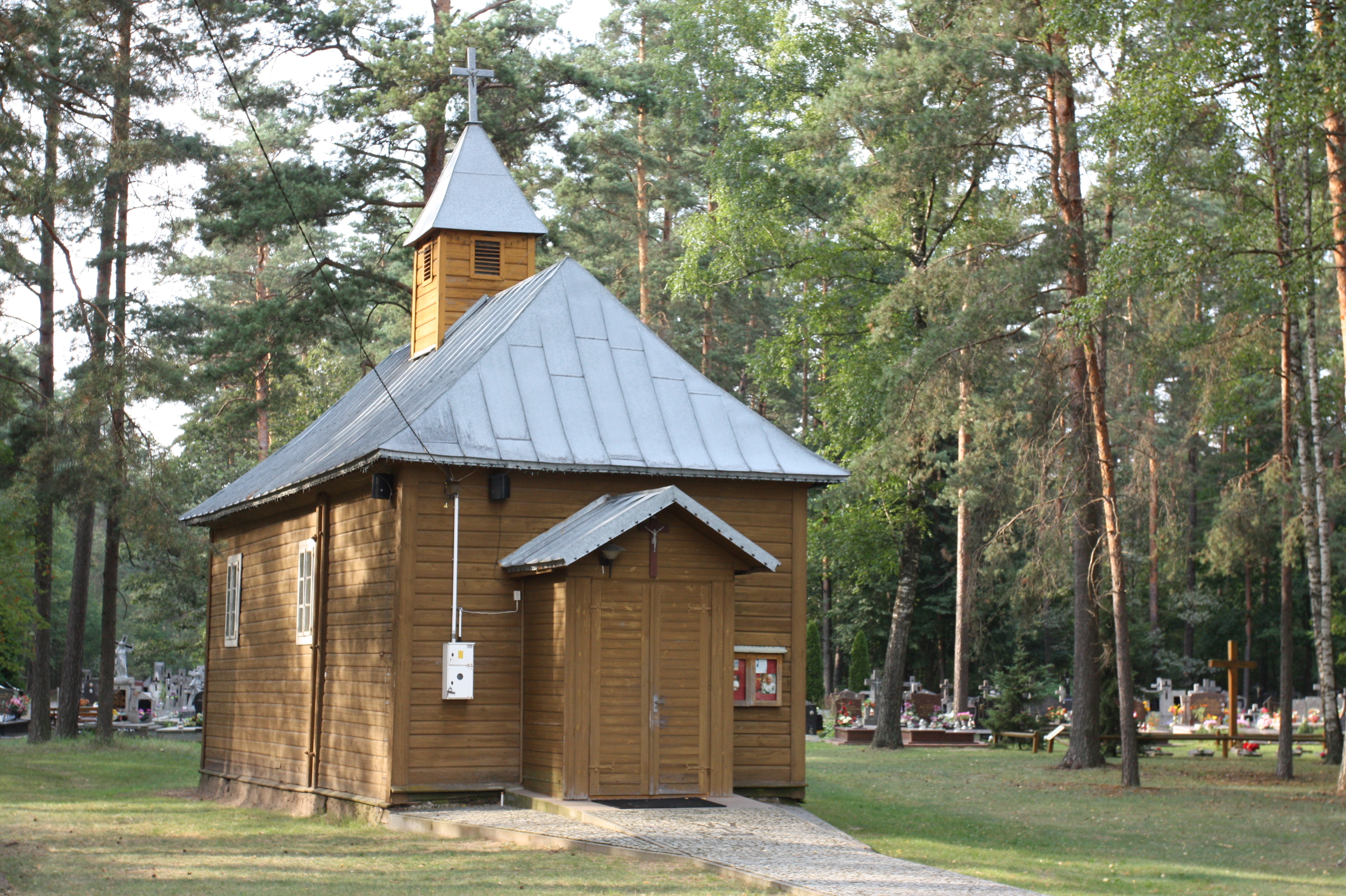
Православна церква - (Ревіндикація)

## Демографія
Демографічна структура станом на 31 березня 2011 року:
|          | Загалом | Допрацездатний вік | Працездатний вік | Постпрацездатний вік |
| -------- | ------- | ------------------ | ---------------- | -------------------- |
| Чоловіки | 85      | 16                 | 51               | 18                   |
| Жінки    | 77      | 12                 | 32               | 33                   |
| Разом    | 162     | 28                 | 83               | 51                   |